# منتخب الولايات المتحدة للكرة اللينة للسيدات
منتخب الولايات المتحدة الوطني للكرة اللينة للسيدات هو ممثل الولايات المتحدة الرسمي في المنافسات الدولية في كرة لينة .